# Bobsleigh nos Jogos Olímpicos de Inverno de 2014 - Duplas femininas
A competição de duplas femininas do bobsleigh nos Jogos Olímpicos de Inverno de 2014 foi disputada no Centro de Sliding Sanki localizado na Clareira Vermelha, em Sóchi, entre 18 e 19 de fevereiro.

## Medalhistas
| Ouro   | CAN Kaillie Humphries / Heather Moyse |
| Prata  | USA Elana Meyers / Lauryn Williams    |
| Bronze | USA Jamie Greubel / Aja Evans         |

## Resultados
| Pos.              | Bib | País                                                                                               | 1ª descida | 2ª descida | 3ª descida | 4ª descida | Total       | Diferença |
| ----------------- | --- | -------------------------------------------------------------------------------------------------- | ---------- | ---------- | ---------- | ---------- | ----------- | --------- |
| Medalha de ouro   | 1   | CAN Canadá (CAN-1) Kaillie Humphries Heather Moyse                                                 | 57.39      | 57.73      | 57.57      | 57.92      | 3:50.61     | —         |
| Medalha de prata  | 2   | USA Estados Unidos (USA-1) Elana Meyers Lauryn Williams                                            | 57.26      | 57.63      | 57.69      | 58.13      | 3:50.71     | +0.10     |
| Medalha de bronze | 3   | USA Estados Unidos (USA-2) Jamie Greubel Aja Evans                                                 | 57.45      | 58.00      | 58.00      | 58.16      | 3:51.61     | +1.00     |
| 4                 | 9   | NED Países Baixos (NED-1) Esmé Kamphuis Judith Vis                                                 | 57.94      | 58.10      | 58.20      | 58.03      | 3:52.27     | +1.66     |
| 5                 | 4   | GER Alemanha (GER-1) Sandra Kiriasis Franziska Fritz                                               | 57.95      | 58.08      | 58.06      | 58.20      | 3:52.29     | +1.68     |
| 6                 | 10  | BEL Bélgica (BEL-1) Elfje Willemsen Hanna Mariën                                                   | 57.92      | 58.02      | 58.33      | 58.30      | 3:52.57     | +1.96     |
| 7                 | 5   | GER Alemanha (GER-2) Cathleen Martini Christin Senkel                                              | 57.99      | 58.42      | 58.17      | 58.13      | 3:52.71     | +2.10     |
| 8                 | 8   | SUI Suíça (SUI-1) Fabienne Meyer Tanja Mayer                                                       | 58.18      | 58.34      | 58.29      | 58.39      | 3:53.20     | +2.59     |
| 9                 | 6   | GER Alemanha (GER-3) Anja Schneiderheinze Stephanie Schneider                                      | 58.17      | 58.30      | 58.53      | 58.74      | 3:53.74     | +3.13     |
| 10                | 7   | USA Estados Unidos (USA-3) Jazmine Fenlator Lolo Jones                                             | 58.27      | 58.46      | 58.50      | 58.74      | 3:53.97     | +3.36     |
| 11                | 12  | GBR Grã-Bretanha (GBR-1) Paula Walker Rebekah Wilson                                               | 58.36      | 58.40      | 58.88      | 58.60      | 3:54.24     | +3.63     |
| 12                | 13  | CAN Canadá (CAN-2) Jennifer Ciochetti Chelsea Valois                                               | 58.43      | 58.63      | 58.72      | 58.71      | 3:54.49     | +3.88     |
| 13                | 14  | AUS Austrália (AUS-1) Astrid Radjenovic Jana Pittman                                               | 58.62      | 58.50      | 59.06      | 58.37      | 3:54.55     | +3.94     |
| 14                | 15  | AUT Áustria (AUT-1) Christina Hengster Viola Kleiser (descidas 1–2) Alexandra Tüchi (descidas 3–4) | 58.59      | 58.56      | 58.73      | 58.91      | 3:54.79     | +4.18     |
| 15                | 17  | RUS Rússia (RUS-2) Nadezhda Sergeeva Nadezhda Paleeva                                              | 58.80      | 58.69      | 59.27      | 59.10      | 3:55.86     | +5.25     |
| 16                | 16  | ROU Romênia (ROU-1) Maria Constantin Andreea Grecu                                                 | 59.04      | 59.08      | 59.38      | 59.09      | 3:56.59     | +5.98     |
| 17                | 18  | KOR Coreia do Sul (KOR-1) Kim Su-nok Shin Mi-hwa                                                   | 1:00.09    | 1:00.02    | 1:00.44    | 1:00.26    | 4:00.81     | +10.20    |
| 18                | 19  | BRA Brasil (BRA-1) Fabiana Santos Sally Mayara da Silva                                            | 59.57      | 1:00.45    | 1:00.73    | 1:01.20    | 4:01.95     | +11.34    |
| —                 | 11  | RUS Rússia (RUS-1) Olga Stulneva Liudmila Udobkina                                                 | 58.03      | 58.24      | 58.45      | 58.74      | 3:53.46 DSQ | +2.85     |

Legenda
| Recorde mundial      | Recorde mundial (World record)               |                       | Recorde africano                      | Recorde africano (African) |                                           | Q | Classificado por posição (Qualified) |
| Recorde olímpico     | Recorde olímpico (Olympic record)            | Recorde da América    | Recorde da América (Americas)         | q                          | Classificado por melhor tempo (Qualified) |   |                                      |
| Melhor marca do ano  | Melhor marca do ano (World leading)          | Recorde asiático      | Recorde asiático (Asian)              | DNS                        | Não largou (Did not start)                |   |                                      |
| Recorde nacional     | Recorde nacional (National record)           | Recorde europeu       | Recorde europeu (European)            | DNF                        | Não terminou (Did not finish)             |   |                                      |
| Recorde pessoal      | Recorde pessoal do atleta (Personal best)    | Recorde da Oceania    | Recorde da Oceania (Oceania)          | DSQ / DQ                   | Desclassificado (Disqualified)            |   |                                      |
| Recorde da temporada | Recorde da temporada do atleta (Season best) | Recorde sul-americano | Recorde sul-americano (South America) | NM                         | Sem marca (No mark)                       |   |                                      |